# Montz
Montz és una població dels Estats Units a l'estat de Louisiana. Segons el cens del 2000 tenia 1.120 habitants.

## Demografia
Segons el cens del 2000, Montz tenia 1.120 habitants, 379 habitatges, i 289 famílies. La densitat de població era de 153,3 habitants/km².
Dels 379 habitatges en un 44,1% hi vivien nens de menys de 18 anys, en un 58,3% hi vivien parelles casades, en un 12,7% dones solteres, i en un 23,7% no eren unitats familiars. En el 19,5% dels habitatges hi vivien persones soles el 6,1% de les quals corresponia a persones de 65 anys o més que vivien soles. El nombre mitjà de persones vivint en cada habitatge era de 2,96 i el nombre mitjà de persones que vivien en cada família era de 3,43.
Per edats la població es repartia de la següent manera: un 31,5% tenia menys de 18 anys, un 8,1% entre 18 i 24, un 33,8% entre 25 i 44, un 19,1% de 45 a 60 i un 7,4% 65 anys o més.
L'edat mediana era de 34 anys. Per cada 100 dones de 18 o més anys hi havia 97,7 homes.
La renda mediana per habitatge era de 48.388 $ i la renda mediana per família de 49.671 $. Els homes tenien una renda mediana de 42.298 $ mentre que les dones 25.978 $. La renda per capita de la població era de 16.800 $. Entorn del 8,6% de les famílies i el 8,6% de la població estaven per davall del llindar de pobresa.

## Poblacions més properes
El següent diagrama mostra les poblacions més properes.